# Mieczysław Łaś
Mieczysław Łaś (ur. 29 września 1960 w Nowym Targu) – były polski hokeista występujący na pozycji obrońcy, reprezentant Polski, wychowanek Podhala Nowy Targ.
W polskiej lidze rozegrał przez 18 sezonów 500 meczów, strzelił 44 gole, zaliczył 75 asyst i przesiedział 94 minuty na ławce kar.
Obecnie mieszka w Bytomiu.

## Kariera klubowa
- Podhale Nowy Targ (1977–1978)
- Legia Warszawa (1979–1981)
- Polonia Bytom (1981–1992)
- ESG Esslingen (1992–1994)
- Polonia Bytom (1994–1996)

## Sukcesy
- Mistrzostwo Polski 1978 z Podhalem Nowy Targ, 1984, 1986, 1988, 1989, 1990 i 1991 z Polonią Bytom